# Alexander Pfänder
Alexander Pfänder, född 7 februari 1870 i Iserlohn, död 18 mars 1941 i München, var en tysk filosof och psykolog. 
Pfänder var extra ordinarie professor i filosofi med särskilt läraruppdrag för pedagogikens system och historia vid Münchens universitet från 1908. Han började som psykolog i Theodor Lipps anda men övergick senare till logiska och karakterologiska frågor efter Edmund Husserl och fenomenologins linjer. I fråga om förhållandet mellan kropp och själ intog Pfänder en dualistisk ståndpunkt. Bland hans skrifter märks Phänomenologie des Willens (1900), Einführung in die Psychologie (1904, 2:a upplagan 1920) och Logik (1921).